# Nevile Henderson
Pour les articles homonymes, voir Henderson.
Nevile Henderson, né le 10 juin 1882 à Nuthurst (Royaume-Uni) et mort le 30 décembre 1942 à Londres (Royaume-Uni), est un diplomate britannique.

## Biographie
Il est élevé à Eton et rejoint le service diplomatique en 1925. Il est ambassadeur du Royaume-Uni en Yougoslavie entre 1929 et 1935, en Argentine (et au Paraguay) entre 1935 et 1937 et en Allemagne entre 1937 et 1939.
Depuis toujours, il est un partisan déterminé de la politique d'apaisement (Appeasement Policy) : ainsi, il recommande de reconnaître l'annexion de l'Autriche au moment de l'Anschluss, et lors des accords de Munich, en septembre 1938, il soutient la politique de neutralité britannique vis-à-vis des protagonistes et se rallie au rapport de Lord Ruciman qui recommandait l'inaction ; en février 1939, il adresse un télégramme au Foreign Office, dans lequel il écrit que « Hitler est en train de devenir plus pacifique si nous le traitons bien ».
Il se heurte rapidement à Sir Alexander Cadogan, sous-secrétaire permanent au Foreign Office, en recommandant de ne pas faire de publicité sur le réarmement britannique. En août 1939, il recommande à l'ambassadeur polonais Józef Lipski de trouver un « arrangement » avec Ribbentrop. Cependant, c'est lui qui doit adresser un ultimatum à Ribbentrop, le 3 septembre 1939, qui signifie l'entrée en guerre de la Grande-Bretagne contre le Reich. Il rentre à Londres le 7 septembre. À son retour, il publie un livre de justification, Failure of a Mission: Berlin 1937–1939. Il meurt en 1942 d'un cancer dont il souffrait depuis 1938.
Il était l'un des membres du Cliveden set de Lady Astor.

## Dans la fiction
- 1989 : Countdown to War (TV) : joué par Tony Britton

## Sources
- (en) Cet article est partiellement ou en totalité issu de l’article de Wikipédia en anglais intitulé « Nevile Henderson » (voir la liste des auteurs).